# یاکوب ارسکین
یاکوب ارسکین (انگلیسی: Jacob Erskine؛ زادهٔ ۱۳ ژانویهٔ ۱۹۸۹) بازیکن فوتبال اهل بریتانیا است.
از باشگاه‌هایی که در آن بازی کرده‌است می‌توان به باشگاه فوتبال مارگیت، باشگاه فوتبال دالیچ هملت، باشگاه فوتبال وایت‌هاوک، باشگاه فوتبال ابسفلیت یونایتد، باشگاه فوتبال ساتون یونایتد، باشگاه فوتبال همپتون و ریچموند بورو، باشگاه فوتبال دارتفورد، باشگاه فوتبال بروملی، باشگاه فوتبال کونکورد رانجرز، باشگاه فوتبال بیشاپس استورتفورد، باشگاه فوتبال وینگیت و فینشلی، باشگاه فوتبال داگنم و ردبریج، باشگاه فوتبال فارست گرین راورز، باشگاه فوتبال میدنهد یونایتد، باشگاه فوتبال گیلینگام، باشگاه فوتبال توتینگ اند میتچام یونایتد، باشگاه فوتبال ردبریج، باشگاه فوتبال مایدستون یونایتد، و باشگاه فوتبال کرای واندررز اشاره کرد.